# Karl Ruberl
Karl August Ruberl (Vienna, 3 ottobre 1880 – New York, 12 dicembre 1966) è stato un nuotatore austriaco.
Alle Olimpiadi di Parigi del 1900, partecipò alle gare di nuoto, vincendo una medaglia d'argento, nei 200 metri dorso, nuotando in 2'56"0, e una medaglia di bronzo nei 200 metri stile libero, fermando il cronometro a 2'32"0. Prese parte anche alla gara dei 200 metri ostacoli, arrivando quarto in finale, con un tempo di 2'51"2.
Dopo le Olimpiadi, Ruberl emigrò (1900) negli Stati Uniti, diventando nel 1904 un cittadino naturalizzato. In questo periodo cambiò il suo nome in Charles Ruberl. Continuò il nuoto agonistico presso il New York Athletic Club e stabilì numerosi record statunitensi.
Dopo la sua carriera sportiva, entrò in banca, e in seguito fondò, con altri soci, la Bainbridge, Ryan & Ruberl – una società di broker che lavorava al New York Stock Exchange. Ruberl inoltre fu un musicista e si esibì con la Brooklyn Academy of Music on violin and piano. Si ritirò prima della crisi del 1929 e visse a New York City fino alla sua morte. Ruberl era amico di Otto Wahle, un altro nuotatore austriaco che emigrò negli Stati Uniti.